# Boyacá Chicó Fútbol Club
Il Boyacá Chicó Fútbol Club è una società calcistica colombiana, con sede a Tunja. Milita nella Categoría Primera A, la massima serie del campionato colombiano di calcio.

## Storia
Fondato il 26 marzo 2002, ha vinto il titolo nazionale colombiano di Apertura 2008.

## Organico

### Rosa
| N. |                      | Ruolo | Calciatore                 |
| -- | -------------------- | ----- | -------------------------- |
| 1  | Colombia (bandiera)  | P     | Rogerio Caicedo            |
| 2  | Colombia (bandiera)  | D     | Jhonathan Muñoz (capitano) |
| 8  | Colombia (bandiera)  | C     | Juan Camilo Vela           |
| 9  | Colombia (bandiera)  | A     | Edinson Palomino           |
| 10 | Colombia (bandiera)  | C     | Mateo Palacios             |
| 11 | Colombia (bandiera)  | A     | Luis Páez                  |
| 12 | Colombia (bandiera)  | P     | Pablo Mina                 |
| 16 | Venezuela (bandiera) | D     | Delvin Alfonzo             |
| 17 | Armenia (bandiera)   | D     | Jordy Monroy               |
| 18 | Colombia (bandiera)  | C     | Juan David Díaz            |
| 19 | Colombia (bandiera)  | D     | Frank Lozano               |
| 20 | Colombia (bandiera)  | A     | Jossymar Gómez             |

| N. |                      | Ruolo | Calciatore          |
| -- | -------------------- | ----- | ------------------- |
| 23 | Colombia (bandiera)  | P     | Sebastián Arango    |
| 25 | Venezuela (bandiera) | D     | Jhon Edwar González |
| 26 | Colombia (bandiera)  | D     | Camilo Pérez        |
| 27 | Colombia (bandiera)  | D     | Jarol Martínez      |
| 29 | Colombia (bandiera)  | C     | Bryan Urueña        |
| 30 | Venezuela (bandiera) | A     | César Magallán      |
|    | Argentina (bandiera) | P     | Carlos Franco       |
|    | Colombia (bandiera)  | D     | Dayron Benavides    |
|    | Colombia (bandiera)  | D     | Jhon Mena           |
|    | Colombia (bandiera)  | C     | José Hurtado        |
|    | Colombia (bandiera)  | A     | Diego Echeverri     |

## Rosa 2015
| N. |                      | Ruolo | Calciatore         |
| -- | -------------------- | ----- | ------------------ |
| 1  | Colombia (bandiera)  | P     | Luis Estacio       |
| 3  | Colombia (bandiera)  | D     | Pedro Tavima       |
| 5  | Colombia (bandiera)  | C     | Yeison Gordillo    |
| 7  | Colombia (bandiera)  | C     | Luis Mena          |
| 8  | Colombia (bandiera)  | C     | Yesinguer Jiménez  |
| 9  | Colombia (bandiera)  | A     | Norman Cabrera     |
| 10 | Argentina (bandiera) | C     | Javier Sanguinetti |
| 11 | Colombia (bandiera)  | A     | Oscar Galindo      |
| 13 | Colombia (bandiera)  | D     | Julián Pachón      |
| 14 | Colombia (bandiera)  | A     | Efraín Viáfara     |
| 15 | Colombia (bandiera)  | A     | Sergio Quiñónes    |
| 16 | Colombia (bandiera)  | D     | Deimer Ruiz        |
| 17 | Colombia (bandiera)  | A     | Diego Leguiza      |

| N. |                     | Ruolo | Calciatore          |
| -- | ------------------- | ----- | ------------------- |
| 18 | Colombia (bandiera) | C     | Javier Flórez       |
| 19 | Colombia (bandiera) | A     | Jefferson Hurtado   |
| 20 | Colombia (bandiera) | C     | John Riascos        |
| 21 | Colombia (bandiera) | C     | Deiner Córdoba      |
| 22 | Colombia (bandiera) | D     | Jhonny Mostasilla   |
| 23 | Colombia (bandiera) | C     | Yesid Aponzá        |
| 24 | Colombia (bandiera) | D     | Edwin Ávila         |
| 25 | Colombia (bandiera) | C     | Francisco Rodríguez |
| 27 | Colombia (bandiera) | A     | Óscar Balanta       |
| 28 | Colombia (bandiera) | P     | Éder Chaux          |
| 29 | Colombia (bandiera) | A     | Víctor Guazá        |
|    | Colombia (bandiera) | D     | Andrés Correa       |

## Palmarès

### Competizioni nazionali
- Campionato colombiano: 1

Apertura 2008
- Categoría Primera B: 3

2003, 2017, 2022

### Altri piazzamenti
- Campionato colombiano:

Secondo posto: 2008-I
- Copa Colombia:

Finalista: 2011
Semifinalista: 2012
- Categoría Primera B:

Secondo posto: 2019

## Allenatori
- Eduardo Pimentel (2004–05)
- Mario Vanemerak (2005)
- Alberto Gamero (luglio 2015–dicembre 2013)
- José Ricardo Pérez (gennaio 2014–dicembre 2014)
- Eduardo Lara (dicembre 2014–)

## Giocatori famosi
- Cristian Alessandrini
- Rubén Darío Bustos
- Jairo Castillo
- Héctor Landazuri
- Juan Alejandro Mahecha
- Daniele Mirone
- Claudio Franzioni
- Marco Mondello
- Mario García
- André Krul